# 政治学入門 (デュヴェルジェ)
『政治学入門』(Introduction A La Politique)とは1964年に発表された政治学者モーリス・デュヴェルジェによる政治学の著作である。
デュヴェルジェによれば、この著作は単なる政治学の導入だけが目標ではなく、個別の政治問題を総合的な視点の中で位置づけるための全体理論の構築も目指されている。権力や闘争の本質から始まり、政治秩序や統合化が進展する過程が明らかにされており、著作の全体にわたって西側の自由民主主義の議論と東側のマルクス主義の議論を両方取り入れた理論的記述が特徴的である。
本書では政治学を「権力一般の科学」として認識しており、その権力関係に研究の焦点を合わせる。政治の問題について考察する上で政治を闘争と見なすか、統合と見なすかは社会観によって左右される。両者の態度は政治の二面性を表しており、闘争と統合の全体的な関係を見直すことが必要となる。
そもそも人間社会において権力は名誉や威信、人々の服従などの利益や特権を保障するものであり、生物的要因、心理的要因、人口的要因、地理的要因、社会・経済的要因、文化的要因などの諸要因により権力を巡る闘争が発生する。闘争は政治体制によってその枠組みが規定され、政党や圧力団体によって暴力や財力、報道機関などの闘争手段を用いながら行われる。その過程で政治戦略として右翼や左翼、過激派と穏健派という基本的な政治的党派がそれぞれの政治的意見を表明しながら競合、分裂、連合、偽装している。
このような政治闘争は暴力的な形態をとる傾向がある。なぜならば権力の下で貧困や抑圧に苦しむ一部の人々にとっては権力者とその政治秩序を攻撃するために暴動、革命などの軍事的手段を使用する必然性が認められるからである。暴力を排除するためには政治闘争を限定し、闘争の形式について妥協を実現し、連帯関係を発展させて社会の協力を促進し、手続きや社会業務、政治教育、反乱者を罰することによって政治体制を完成させることが求められる。
西側の民主主義とマルクス主義は社会発展の過程について異なる見解を示しているが、その目標については意見の一致がある。それは社会統合を増大させる手段として技術発展の推進力が必要という着眼点であり、技術の進歩によって社会の結合は促進され、物的な資源の豊かさをもたらすと考えられている。これは政治闘争を減少させ、しかも社会の政治統合をもたらす。しかし豊富さによっても除去することが不可能な抗争が存在する。それは死活的な欲求では派生的な欲求に由来する対立であり、価値観を巡る闘争、階級闘争、市民的自由を求める闘争、官僚制の抑圧などの問題である。
自由民主主義とマルクス主義は異なる政治観として発展しているものの、技術的発展が社会進化の基盤であり、政治闘争や政治統合の様相はこの過程によって左右されるという観点については同意している。現実政治を観察すればソ連も米国も異なる政治経済体制を導入しながらも、東側諸国の自由化や西側諸国の社会化に見られるように、本質的には社会主義を志向している。なぜならば計画は無秩序よりも明らかに効率的であるためである。しかしこの並進は伝統的な価値体系や文化によって完全に一致することはあり得ないだろう。